# 马赫图姆库里
马赫图姆库里·弗拉吉（羅馬化：Makhtum Qoli Faraghi，约1724年 —约1807年），通称马赫图姆库里，伊朗裔土库曼精神领袖、哲学诗人、苏菲派信徒和旅行家，土库曼文学的代表性作家之一，亦被后世学者为土库曼文学的先驱者及奠基者。

## 生平
马赫图姆库里出生于今伊朗貢巴德卡武斯附近的哈季伊古尚村，当地邻近今天的土库曼斯坦，时为萨非王朝属地，父亲多夫列特马梅德·阿扎迪为当地乡贤，通晓文学及苏菲主义思想，受到乡民尊敬:169-170。马赫图姆库里的生年不详，出生年份有1724年、1727年、1733年等说法，其中1724年出生之说法被土库曼斯坦政府所接受，并广为流传。他早年在父亲任教的乡村学校就读，并学习了《古兰经》、波斯语、阿拉伯语及土库曼语:12-13，亦学习了制氈、打铁及首饰制作工艺。长大后，马赫图姆库里云游各地，先后在布哈拉、希瓦的学校继续深造，後回到家乡，成为首饰工匠，并接触了波斯、阿塞拜疆、中亚各地的文学作品。
离开学校後的马赫图姆库里毕生周游列国，到过今阿富汗、巴基斯坦、印度、阿塞拜疆等地。而文献史书对马赫图姆库里的家庭生活记载不多，但他曾为一位名叫曼莉的女性写下了一些爱情诗，但两人最终没有成婚:13。大约在1807年，马赫图姆库里逝世:11，安葬于今戈勒斯坦省的塔盖耶加迪姆，不少苏菲派信徒会前往其墓地朝圣:169:13。

## 文学
马赫图姆库里深受伊斯兰教熏陶，其诗歌多体现了苏菲派的哲学理念，并强调《古兰经》和《圣训》的某些教义和实践，描述了道德和精神目标，但也具有反律法主义的特征，并非拘泥對宗教教义的解释，这令他与其他反律法主义的诗人相异:175-180:11。而在作品语言方面，他将中亚可汗的宫廷语言古典察合台语引入了土库曼诗歌，并融合了许多土库曼语言特征，体现了中亚诗人在创作中逐步使用突厥语替代波斯语的趋势。而在内容方面，其诗歌對土库曼地区的社会现实有深刻的反映，具有土库曼的生活气息，亦体现了他對土库曼民族统一的憧憬，亦体现了對高尚美德的尊崇，具有音节性并通俗易懂，在苏联统治时期，其作品由学者别尔迪·凯尔巴巴耶夫整理出版，渐为土库曼斯坦以外的世人所知晓:175，2000年，人民文学出版社出版了汉译版的《马赫图姆库里诗集》。

## 影响及评价
在现代土库曼斯坦，马赫图姆库里的诗歌具有举足轻重的地位，其地位仅次于《古兰经》:10，其被视为土库曼斯坦民族的代表人物受到广泛尊敬，终身总统尼亚佐夫曾在其著作《鲁赫纳玛》肯定了马赫图姆库里的成就，还称他是“土库曼人的喉舌”，尼亚佐夫的继任者库尔班古力·别尔德穆哈梅多夫也肯定了其贡献，认为他为土库曼人民获得了荣耀，给予土库曼民族信念；曾整理出版其作品的凯尔巴巴耶夫也认为马赫图姆库里关心土库曼人民，其作品是土库曼民族的财富，他还于1943年创作了一部纪念马赫图姆库里的同名詩劇；而吉尔吉斯斯坦作家钦吉斯·艾特玛托夫则认为马赫图姆库里丰富了东方诗歌艺术，是一位语言大师，值得土库曼人民纪念；中华人民共和国官方媒体也对其评价较高，认为其作品在土库曼民族间产生了积极影响，为后世土库曼斯坦与中国的友好交流奠定了基础:112。土库曼斯坦国内还有发行了纪念币以纪念其贡献，该国还有以他命名的大学（土库曼斯坦国立马赫图姆库里大学）、城市（马赫图姆库里市，旧称卡拉-卡拉市，2004年改为今名）等。

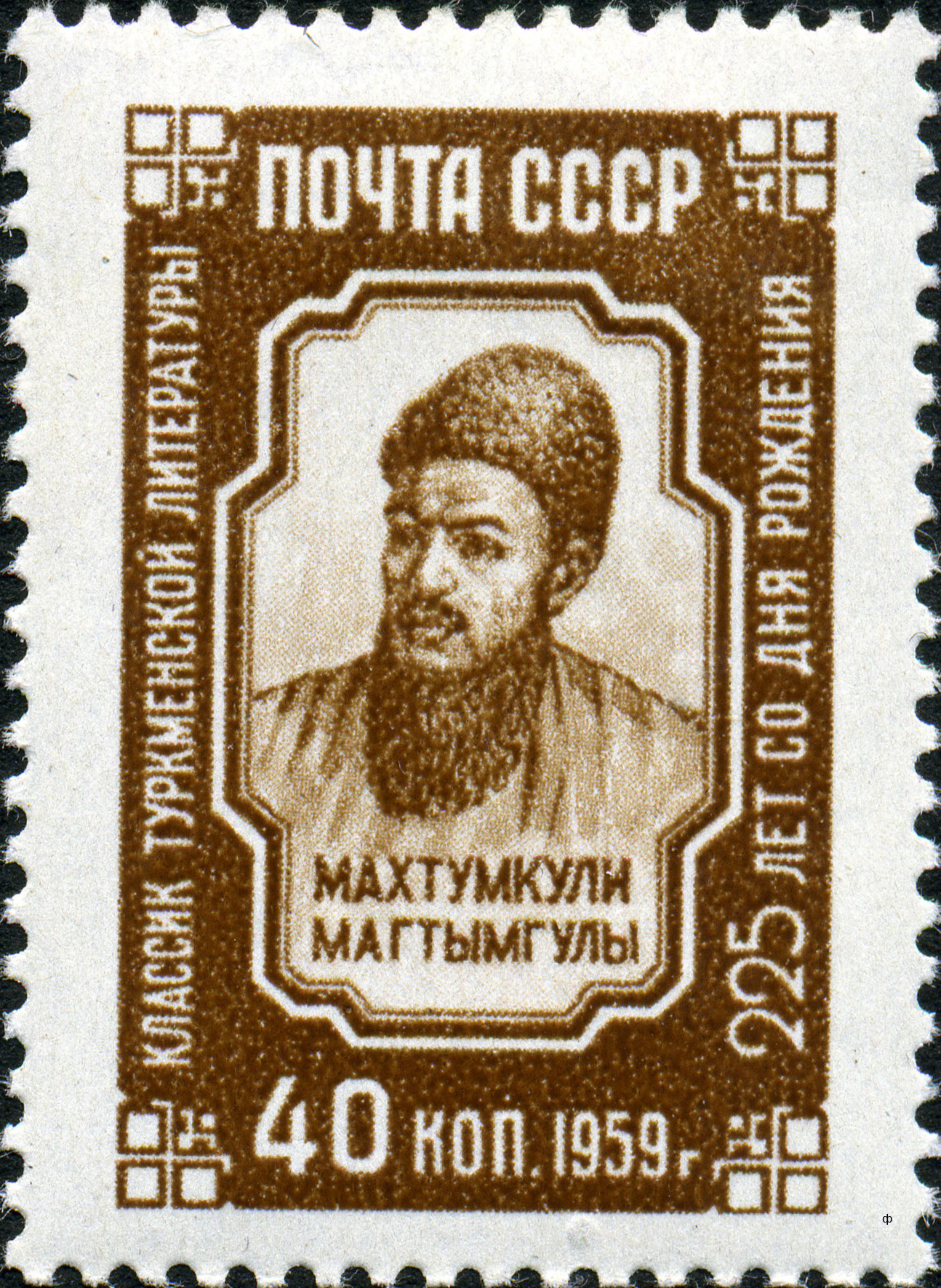
苏联1959年发行的纪念邮票
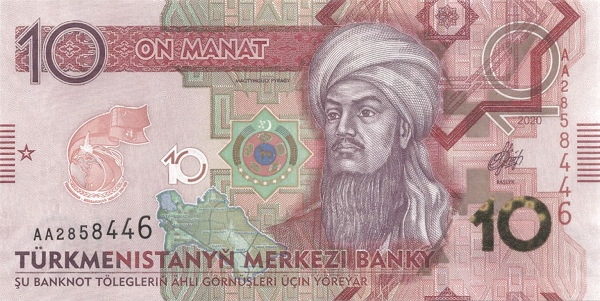
土库曼斯坦2009年发行的10马纳特纸币，正面印有马赫图姆库里的头像
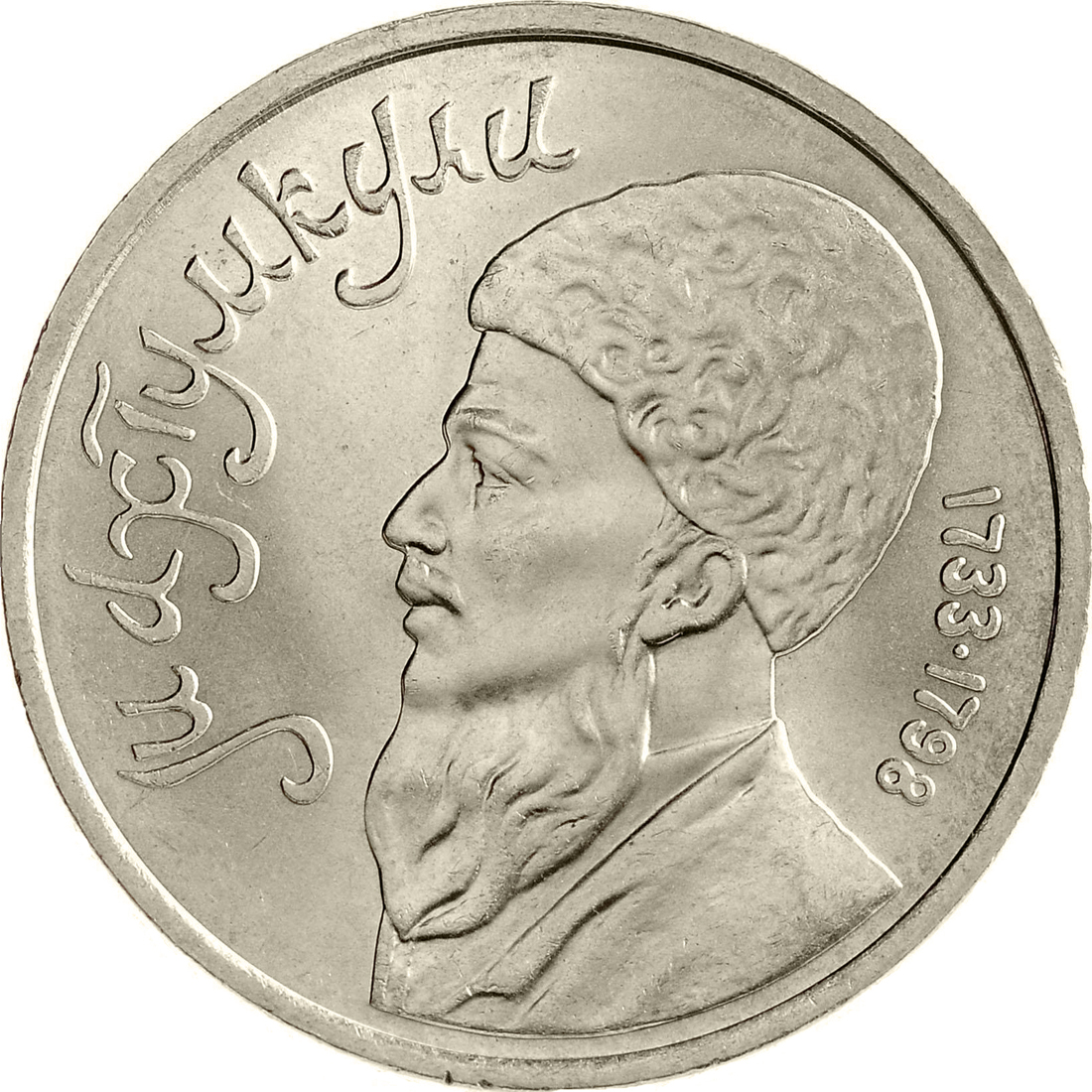
苏联1991年发行的1卢布马赫图姆库里纪念币
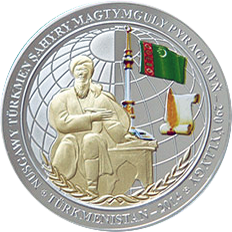
土库曼斯坦发行的50马纳特马赫图姆库里纪念币，2014年发行